# Municipio de Jackson (condado de Carter)
El municipio de Jackson (en inglés: Jackson Township) es un municipio ubicado en el condado de Carter en el estado estadounidense de Misuri. En el año 2010 tenía una población de 892 habitantes y una densidad poblacional de 4,7 personas por km².

## Geografía
El municipio de Jackson se encuentra ubicado en las coordenadas 36°59′24″N 90°47′44″O / 36.99000, -90.79556. Según la Oficina del Censo de los Estados Unidos, el municipio tiene una superficie total de 189.75 km², de la cual 189,54 km² corresponden a tierra firme y (0,11 %) 0,21 km² es agua.

## Demografía
Según el censo de 2010, había 892 personas residiendo en el municipio de Jackson. La densidad de población era de 4,7 hab./km². De los 892 habitantes, el municipio de Jackson estaba compuesto por el 96,19 % blancos, el 0,34 % eran afroamericanos, el 0,67 % eran amerindios, el 0,11 % eran isleños del Pacífico y el 2,69 % eran de una mezcla de razas. Del total de la población el 1,12 % eran hispanos o latinos de cualquier raza.